# 异孕烷醇酮
异孕烷醇酮（英語：Isopregnanolone），也被称为异别孕烷醇酮（isoallopregnanolone），或表别孕烷醇酮（epiallopregnanolone）, 3β-羟基-5α-孕烷-20-酮，3β-hydroxy-5α-pregnan-20-one，或3β,5α-四氢孕酮，3β,5α-tetrahydroprogesterone（3β,5α-THP）是一种内源性神经甾体和别孕烷醇酮的天然3β-差向异构体。